# Instrumentació electrònica
Instrumentació electrònica és la part de l'electrònica, principalment analògica, que s'encarrega del disseny i maneig dels aparells electrònics i elèctrics, sobretot per al seu ús a mesuraments. La instrumentació electrònica s'aplica en el sensat i processament de la informació provinent de variables físiques i químiques, a partir de les quals realitza el monitoratge i control de processos, emprant dispositius i tecnologies electròniques.

## Sensors
Un element imprescindible per a la presa de mesures és el sensor que s'encarrega de transforma la variació de la magnitud a mesurar en un senyal elèctric. Els sensors es poden dividir en actius, que necessiten una aportació d'energia externa i passius, que són capaços de generar la seva pròpia energia.
- Sensors actius: els que necessiten una aportació d'energia externa.
  - Sensors resistius: són els que transformen la variació de la magnitud a mesurar en una variació de la seua resistència elèctrica. Un exemple pot ser un termistor, que serveix per mesurar temperatura.
  - Sensors capacitius: són els que transformen la variació de la magnitud a mesurar en una variació de la capacitat d'un condensador. Un exemple és un condensador amb un material en el dielèctric que canviï la seva conductivitat davant la presència de certes substàncies.
  - Sensors inductius: són els que transformen la variació de la magnitud a mesurar en una variació de la inductància d'una bobina. Un exemple pot ser una bobina amb el nucli mòbil, que pot servir per mesurar desplaçaments.
- Passiu: els que són capaços de generar la seva pròpia energia. De vegades també se'ls anomena  sensors generadors . Un exemple pot ser un transistor en què la porta es substitueix per una membrana permeable només a algunes substàncies (ISFET), que pot servir per mesurar concentracions.

De vegades també es pot aprofitar una característica no desitjada d'un element, com la dependència de la temperatura en els semiconductor és, per utilitzar aquests elements com sensors.

## Condicionadors
El senyal de sortida d'un sensor no sol ser vàlid per al seu processament. En general requereix una amplificació per adaptar els seus nivells als de la resta de la circuiteria. Un exemple d'amplificador és l'amplificador d'instrumentació, que és molt immune a cert tipus de soroll.
No només cal adaptar nivells, també pot ser que la sortida del sensor no sigui lineal o fins i tot que aquesta depengui de les condicions de funcionament (com la temperatura ambient o la tensió d'alimentació) per la qual cosa cal·linealitzar el sensor i compensar les seves variacions. La compensació pot ser maquinari o programari, en aquest últim cas ja no és part del condicionador.
Altres vegades la informació del senyal no està en el seu nivell de tensió, pot ser que estigui en la seva freqüència, la seva corrent o en algun altre paràmetre, de manera que també es poden necessitar demoduladors, filtres o convertidors corrent-tensió. Un exemple de quan la informació no està en el nivell de tensió pot ser un sensor capacitiu, en el qual es necessita que tingui un senyal variable en el temps (preferentment sinusoidal).
Un exemple clàssic de condicionador és el pont de Wheatstone, en el qual es substitueixen una o diverses impedàncies del pont per sensors. A continuació típicament es posa un amplificador.
Finalment, entre el condicionador i el següent pas en el procés del senyal pot haver una certa distància o un alt nivell de soroll, de manera que un senyal de tensió no és adequada en veure's molt afectada per aquests dos factors. En aquest cas s'ha d'adequar el senyal per al seu transport, per exemple transmetent la informació en la freqüència o en el corrent (per exemple el bucle de 4-20mA).

## Digitalització
La majoria de senyals obtinguts són analògics, i per a un processament del senyal més simple, barat i eficaç cal convertir el senyal en digital. En finalitzar el processament del senyal sol ser necessari tornar a transformar el senyal, per obtenir com a l'inici un senyal analògic, per tant la instrumentació també estudia la conversió analògica-digital, així com la conversió digital-analògica. D'altra banda també poden usar-se tècniques de multiplexació de senyals en el cas que hi hagi més d'una per mesurar.

## Equips electrònics
Una altra part de la instrumentació és, com el seu nom indica, l'estudi dels instruments electrònics. Aquests poden ser part del sistema que realitzarà la mesura o ser el mateix sistema.
Alguns instruments són el multímetre, l'oscil·loscopi, sondes, etc. Altres equips no estan directament dissenyats per a les mesures, com les fonts d'alimentació o els generadors d'ones.

## Instrumentació virtual
Finalment, una de les noves tendències en la instrumentació és la  instrumentació virtual . La idea és substituir i ampliar elements "maquinari" per altres "programari", per això s'utilitza un processador (normalment un PC) que executi un programa específic, aquest programa es comunica amb els dispositius per configurar i llegir les seves mesures.
Els avantatges de la instrumentació virtual són que és capaç d'automatitzar les mesures, processament de la informació, visualització i actuació remotament, etc.
Alguns programes especialitzats en aquest camp són LabVIEW, LabWindows i l'Agilent-VEE (abans HP-VEE). I alguns busos de comunicació populars són GPIB, RS-232, USB, etc.